# Mastophora rabida
Mastophora rabida là một loài nhện trong họ Araneidae.
Loài này thuộc chi Mastophora. Mastophora rabida được Herbert Walter Levi miêu tả năm 2003.